# 皮奧涅爾斯基穹
皮奧涅爾斯基穹（英語：Pionerskiy Dome），是南極洲的穹丘，位於伊利沙伯女皇地，處於格羅夫山脈西南面110公里，在1958年由蘇聯探險隊發現，現時由南極條約體系管理。